# Freedom of the Seas
Freedom of the Seas (с англ. — «Свобода морей») — круизное судно, построенное для туристической компании Royal Caribbean International компанией «Aker Finnyards» (финское отделение международного концерна «Aker Yards») на верфи в Финляндии. Строилось по заказу материнской компании Royal Caribbean Cruises Ltd. как её собственность. Имеет суда-близнецы Liberty of the Seas и Independence of the Seas.

## История
25 апреля 2006 года Freedom of the Seas покинула Гамбург после торжественной передачи судна судостроителями заказчику — «Royal Caribbean Cruises Ltd.». Судно было построено в Финляндии, а в Гамбурге была проведена срочная проверка винто-рулевой колонки с докованием, так как датчики показали наличие в масле стружки. Freedom of the Seas ушла в свой первый рейс, трансатлантический пробег в Майами, но попутно лайнер зашёл в Осло, Саутгемптон и Нью-Йорк.
10 мая 2006 года Freedom of the Seas вошёл в порт Нью-Йорка.

## Оснащение судна

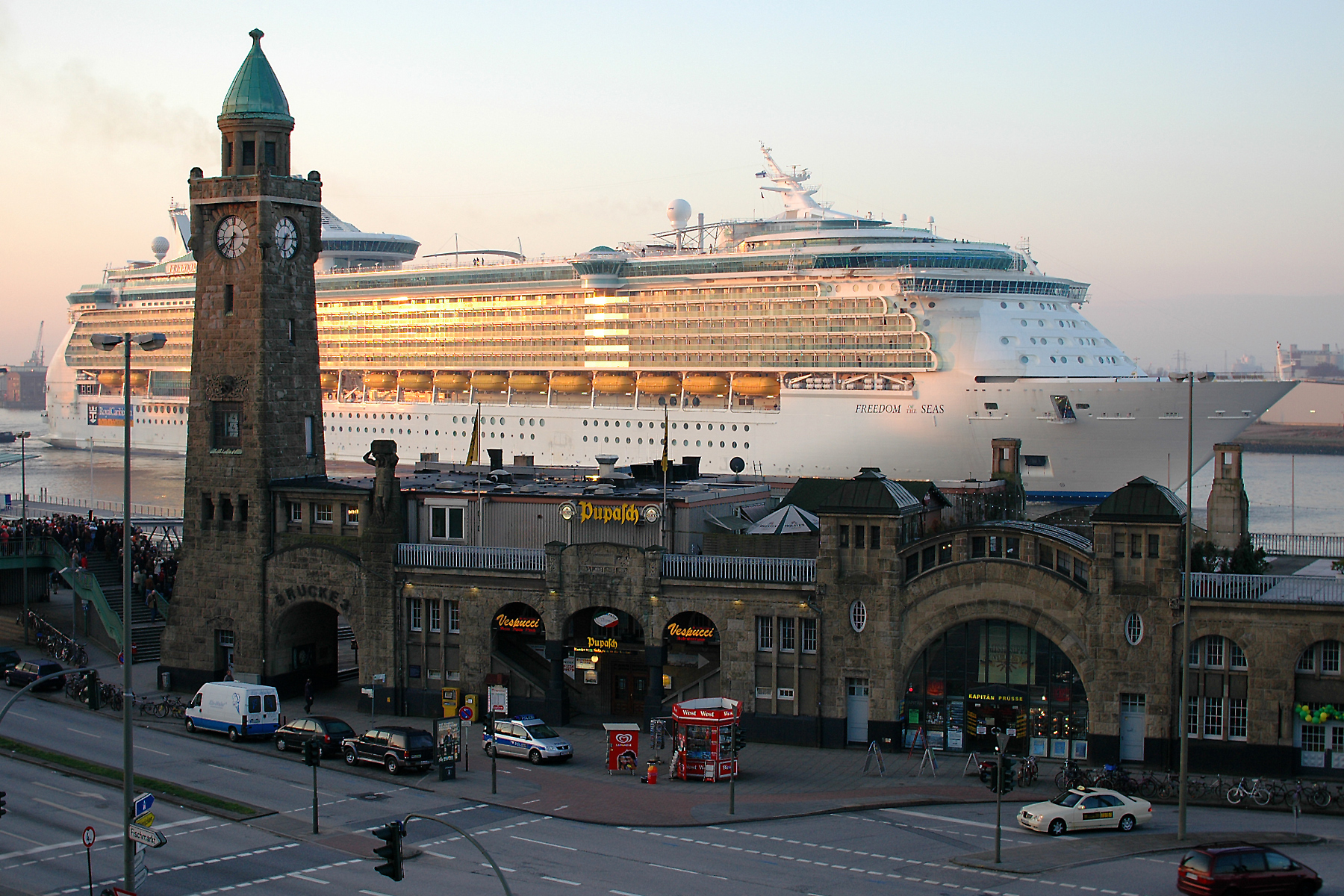
«Свобода морей» в гамбургском порту

Судно Freedom of the Seas стало новой вехой в конструкции круизных судов. Никогда ещё не было судов со столь огромными и просторными помещениями для пассажиров — гигантские прогулочные палубы и залы, просторные каюты с огромными балконами, каток и стена для скалолазания, висячие бассейны-солярии (они сооружены на специальных крыльях, выходящих за границы бортов, и действительно висят над водой). Ещё одна отличительная черта — гигантские, на всю стену, плоские ТВ экраны, установленные в каютах и общественных местах. Судно избавлено от сотен километров проводов и кабелей благодаря широкому применению технологии WiFi и мобильных телефонов судовой АТС.
На лайнере проходил отборочный тур девятого сезона американского телешоу Топ-модель по-американски.
Freedom of the Seas — одно из самых больших в мире круизных судов по водоизмещению, по высоте и по количеству пассажиров. При длине 339 метров, Freedom of the Seas несколько короче своего соперника (всего лишь на 6 метров), «Куин Мэри 2», однако на 15 метров шире и значительно превосходит его по пассажировместимости. «Куин Мэри 2» берет 2620 пассажиров, а новый гигант — 4370 пассажиров и 1360 человек команды. Лишь построенные позже суда класса «Оазис» превысили эти числа, принимая на борт 6400 пассажиров и 2165 членов экипажа.